# Saint-Cassien (Isèra)
Saint-Cassien és un municipi francès situat al departament de la Isèra i a la regió d'Alvèrnia-Roine-Alps. L'any 2007 tenia 1.056 habitants.

## Demografia

### Població
El 2007 la població de fet de Saint-Cassien era de 1.056 persones. Hi havia 402 famílies de les quals 65 eren unipersonals (41 homes vivint sols i 24 dones vivint soles), 138 parelles sense fills, 171 parelles amb fills i 28 famílies monoparentals amb fills.
La població ha evolucionat segons el següent gràfic:
Habitants censats

### Habitatges
El 2007 hi havia 430 habitatges, 399 eren l'habitatge principal de la família, 13 eren segones residències i 18 estaven desocupats. 418 eren cases i 10 eren apartaments. Dels 399 habitatges principals, 352 estaven ocupats pels seus propietaris, 29 estaven llogats i ocupats pels llogaters i 17 estaven cedits a títol gratuït; 2 tenien una cambra, 6 en tenien dues, 21 en tenien tres, 71 en tenien quatre i 298 en tenien cinc o més. 351 habitatges disposaven pel capbaix d'una plaça de pàrquing. A 128 habitatges hi havia un automòbil i a 258 n'hi havia dos o més.

### Piràmide de població
La piràmide de població per edats i sexe el 2009 era:
| Homes | Edats   | Dones |
| ----- | ------- | ----- |
| 0     | 95 o +  | 0     |
| 0     | 90 a 94 | 16    |
| 20    | 85 a 89 | 0     |
| 0     | 80 a 84 | 0     |
| 4     | 75 a 79 | 16    |
| 16    | 70 a 74 | 12    |
| 28    | 65 a 69 | 28    |
| 16    | 60 a 64 | 32    |
| 44    | 55 a 59 | 24    |
| 56    | 50 a 54 | 52    |
| 60    | 45 a 49 | 52    |
| 24    | 40 a 44 | 52    |
| 28    | 35 a 39 | 20    |
| 32    | 30 a 34 | 24    |
| 28    | 25 a 29 | 16    |
| 28    | 20 a 24 | 20    |
| 44    | 15 a 19 | 40    |
| 40    | 10 a 14 | 20    |
| 32    | 5 a 9   | 32    |
| 20    | 0 a 4   | 8     |

## Economia
El 2007 la població en edat de treballar era de 677 persones, 499 eren actives i 178 eren inactives. De les 499 persones actives 468 estaven ocupades (242 homes i 226 dones) i 31 estaven aturades (13 homes i 18 dones). De les 178 persones inactives 78 estaven jubilades, 60 estaven estudiant i 40 estaven classificades com a «altres inactius».

### Ingressos
El 2009 a Saint-Cassien hi havia 417 unitats fiscals que integraven 1.109 persones, la mediana anual d'ingressos fiscals per persona era de 23.264 €.

### Activitats econòmiques
Dels 44 establiments que hi havia el 2007, 1 era d'una empresa extractiva, 2 d'empreses de fabricació de material elèctric, 3 d'empreses de fabricació d'altres productes industrials, 12 d'empreses de construcció, 6 d'empreses de comerç i reparació d'automòbils, 2 d'empreses d'hostatgeria i restauració, 1 d'una empresa d'informació i comunicació, 1 d'una empresa financera, 8 d'empreses immobiliàries, 6 d'empreses de serveis, 1 d'una entitat de l'administració pública i 1 d'una empresa classificada com a «altres activitats de serveis».
Dels 13 establiments de servei als particulars que hi havia el 2009, 1 era un taller de reparació d'automòbils i de material agrícola, 1 paleta, 2 guixaires pintors, 2 electricistes, 2 empreses de construcció, 2 restaurants i 3 agències immobiliàries.
L'any 2000 a Saint-Cassien hi havia 29 explotacions agrícoles que ocupaven un total de 270 hectàrees.

## Equipaments sanitaris i escolars
L'únic equipament sanitari que hi havia el 2009 era una ambulància.
El 2009 hi havia una escola elemental.

## Poblacions més properes
El següent diagrama mostra les poblacions més properes.